# Mohamed Daramy
Mohammed Daramy (sinh ngày 7 tháng 1 năm 2002) là một cầu thủ bóng đá chuyên nghiệp người Đan Mạch, đóng vai trò tiền đạo cho Ajax tại Giải Bóng đá Vô địch Quốc gia Hà Lan và đội tuyển quốc gia Đan Mạch.

## Sự nghiệp
Daramy gia nhập FC Copenhagen từ Hvidovre IF khi là một cầu thủ U14. Anh ấy đã có cơ hội gia nhập cả Copenhagen và Brøndby IF, nhưng cuối cùng lại chọn Copenhagen. Ở tuổi 15, Daramy đã là cầu thủ trẻ nhất của đội U17 tại FC Copenhagen, giúp anh gia hạn hợp đồng vào tháng 10 năm 2017 đến năm 2020. Anh ấy đã ghi 18 bàn sau 26 trận ở mùa giải 2017-18, khiến anh trở thành cầu thủ ghi bàn nhiều thứ năm trong mùa giải đó ở giải U17.
Ở tuổi 16 và 263 ngày, Daramy trở thành cầu thủ trẻ nhất từng ghi bàn cho FC Copenhagen. Mục tiêu đến trong lần ra mắt chính thức của anh ấy cho câu lạc bộ trong trận đấu với Cúp Đan Mạch với Viby. Sau đó, có tin đồn về một số câu lạc bộ đang muốn Daramy, nhưng đặc biệt là RB Leipzig đã được đồn đại là quan tâm nhất đến cầu thủ này. Nhưng Copenhagen dường như không muốn để anh đi và đưa mức giá của anh ta lên 5 triệu euro. Daramy đi ra ngoài và nói, rằng anh vẫn chưa biết liệu anh sẽ ở lại hay không.
Tuy nhiên, anh quyết định ở lại câu lạc bộ và vào tháng 3 năm 2019, có tin đồn rằng anh sắp ký hợp đồng gia hạn với mức lương cao hơn nhiều, mặc dù đã có một gói thầu từ một câu lạc bộ vô danh với giá khoảng 5 triệu euro. Anh có trận ra mắt Superliga Đan Mạch vào ngày 12 tháng 2 năm 2019 trước AC Horsens. Daramy thay thế Dame N'Doye ở phút 77. Vào ngày 31 tháng 3 năm 2019, Daramy đã ghi bàn thắng đầu tiên của mình tại Superliga Đan Mạch. Daramy có cơ hội đá chính khi Robert Skov, người bị chấn thương, và ghi bàn thắng 1-0 cho Copenhagen, bàn thắng giúp Copehagen thắng.
Vào ngày 3 tháng 4 năm 2019, Daramy chính thức ký hợp đồng với Copenhagen cho đến cuối năm 2021. Bên cạnh đó, anh cũng được chơi cho đội một.

## Đời sống riêng tư
Daramy có hộ chiếu Sierra Leonean mặc dù anh sinh ra và lớn lên ở Đan Mạch, bởi vì cả cha mẹ anh đều đến từ Sierra Leone. Vào tháng 12 năm 2018 Daramy tiết lộ, anh đã nộp đơn xin hộ chiếu Đan Mạch và muốn chơi cho đội tuyển quốc gia Đan Mạch. Anh ấy là người Hồi giáo.

## Thống kê sự nghiệp

### Câu lạc bộ
Tính đến ngày 13 tháng 1 năm 2024
| Club              | Season       | League           | League | League | Cup  | Cup   | Europe | Europe | Total | Total |
| Club              | Season       | Division         | Apps   | Goals  | Apps | Goals | Apps   | Goals  | Apps  | Goals |
| ----------------- | ------------ | ---------------- | ------ | ------ | ---- | ----- | ------ | ------ | ----- | ----- |
| Copenhagen        | 2018–19      | Danish Superliga | 11     | 1      | 1    | 1     | 0      | 0      | 12    | 2     |
| Copenhagen        | 2019–20      | Danish Superliga | 29     | 4      | 3    | 2     | 9      | 1      | 41    | 7     |
| Copenhagen        | 2020–21      | Danish Superliga | 28     | 5      | 1    | 0     | 0      | 0      | 29    | 5     |
| Copenhagen        | 2021–22      | Danish Superliga | 6      | 2      | 0    | 0     | 5      | 2      | 11    | 4     |
| Copenhagen        | Total        | Total            | 74     | 12     | 5    | 3     | 14     | 3      | 93    | 18    |
| Ajax              | 2021–22      | Eredivisie       | 12     | 1      | 2    | 2     | 2      | 0      | 16    | 3     |
| Copenhagen (loan) | 2022–23      | Danish Superliga | 28     | 8      | 6    | 1     | 7      | 0      | 41    | 9     |
| Reims             | 2023–24      | Ligue 1          | 17     | 2      | 2    | 1     | —      | —      | 19    | 3     |
| Career total      | Career total | Career total     | 131    | 23     | 15   | 6     | 23     | 3      | 169   | 33    |

1. ↑  1 appearance in UEFA Champions League, 8 appearance and 1 goal in UEFA Europa League
2. ↑  Appearances in UEFA Europa Conference League
3. 1 2  Appearances in UEFA Champions League

### Quốc tế
Tính đến ngày 26 tháng 3 năm 2024
| Đội tuyển quốc gia | Năm       | Trận | Bàn |
| ------------------ | --------- | ---- | --- |
| Đan Mạch           | 2021      | 4    | 0   |
| Đan Mạch           | 2022      | 0    | 0   |
| Đan Mạch           | 2023      | 5    | 0   |
| Đan Mạch           | 2024      | 1    | 1   |
| Tổng cộng          | Tổng cộng | 10   | 1   |

Bàn thắng và kết quả của Đan Mạch được để trước.
| # | Ngày                | Địa điểm                                      | Số trận | Đối thủ        | Bàn thắng | Kết quả | Giải đấu |
| - | ------------------- | --------------------------------------------- | ------- | -------------- | --------- | ------- | -------- |
| 1 | 26 tháng 3 năm 2024 | Sân vận động Brøndby, Brøndbyvester, Đan Mạch | 10      | Quần đảo Faroe | 2–0       | 2–0     | Giao hữu |

## Danh hiệu
Copenhagen
- Superliga Đan Mạch: 2018-19 [12]

## liên kết ngoại
- Mohamed Daramy trên trang web của FC Copenhagen